# Серебряковское сельское поселение
Серебряко́вское се́льское поселе́ние — муниципальное образование в Тисульском районе Кемеровской области. 
Административный центр — деревня Серебряково.

## История
Серебряковское сельское поселение образовано 17 декабря 2004 года в соответствии с Законом Кемеровской области № 104-ОЗ.
Упразднено с 15 ноября 2020 года в связи с преобразованием Тисульского района в муниципальный округ.

## Население
| 2010 | 2011 | 2012 | 2013 | 2014 | 2015 | 2016 | 2017 | 2018 |
| ---- | ---- | ---- | ---- | ---- | ---- | ---- | ---- | ---- |
| 640  | ↘637 | ↘614 | ↘582 | ↘559 | ↘542 | ↘534 | ↘530 | ↘512 |
| 2019 | 2020 |      |      |      |      |      |      |      |
| ↘507 | ↘506 |      |      |      |      |      |      |      |

## Состав сельского поселения
| № | Населённый пункт | Тип населённого пункта          | Население |
| - | ---------------- | ------------------------------- | --------- |
| 1 | Серебряково      | деревня, административный центр | ↘506      |

## Статистика
Всего проживает 649 человек, из них взрослого населения 443, детей 203. На территории расположены 1 школа, 1 детских сад, 1 фельдшерский пункт, 7 магазинов, 1 СДК, 1 сельскохозяйственное предприятие.